# Makololo

Situation du Barotseland, territoire occupé par les Kololo au XIX

Les Makololo (plutôt Kololo ou BaKololo au pluriel) sont une population d'Afrique australe, présente notamment au Botswana et en Zambie et considérée comme un sous-groupe des Sotho. Certains ont accompagné David Livingstone durant ses explorations.